# 케이먼브랙

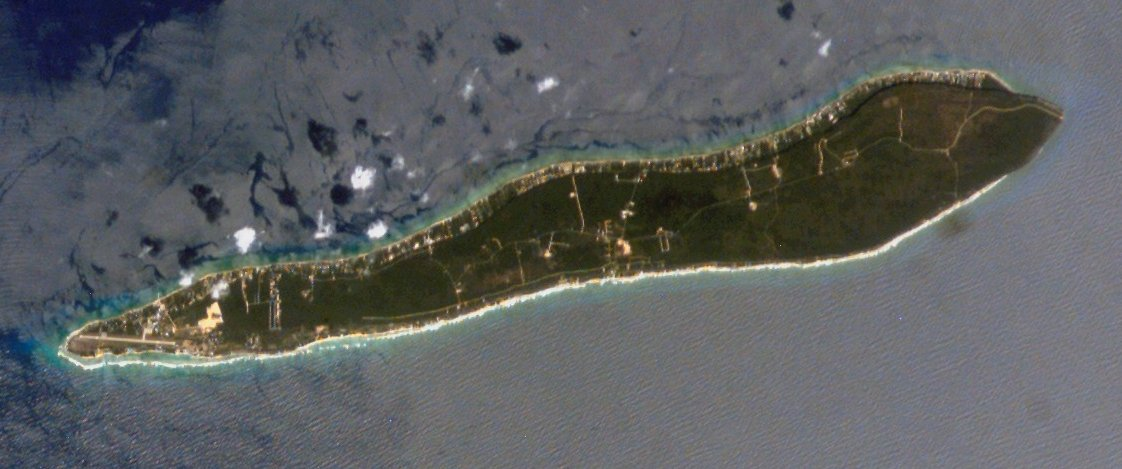

케이먼브랙(Cayman Brac)은 케이맨 제도에 속한 섬이다. 그랜드케이먼에서 북동쪽으로 약 145km(90마일), 리틀케이먼에서 동쪽으로 8km(5.0마일) 떨어진 카리브해에 위치해 있다. 길이는 약 19km(12마일)이고 평균 너비는 2km(1.2마일)이다. 그 지형은 섬의 길이를 따라 동쪽 끝에서 해발 43m(141피트)까지 꾸준히 솟아오른 석회암 노두인 "더 블러프(The Bluff)"로 인해 케이맨 제도 3개 중에서 가장 눈에 띈다. 섬의 이름은 이 눈에 띄는 특징을 따서 명명되었다. "brac"는 허세를 뜻하는 게일어 이름이기 때문이다.